# Алтын белги
Алтын белгі (каз. алтын белгі — золотой знак) — нагрудный знак, вручаемый отличнику учебы в Казахстанской системе образования (эквивалент Золотой медали). Утвержден постановлением Правительства Республики Казахстан от 21 декабря 2007 года N 1253. Выпускник должен иметь годовые оценки «5», начиная с 5-го по 11-й классы, и подтвердить право получения пройдя государственные экзамены в школе за курс среднего общего образования на оценки отлично.
Учащиеся, награждённые знаком «Алтын белгi», при равном балле на ЕНТ с другими абитуриентами, имеют преимущественное право на получение государственных образовательных грантов (в случае отсутствия грантов — кредитов) в соответствии с законодательством Республики Казахстан.
В случае выбора в установленном законодательством порядке награждённым знаком «Алтын белгi»:
1. негосударственного ВУЗа Республики Казахстан государственный образовательный грант выдается в размере, предусмотренном для государственных высших учебных заведений Республики Казахстан;
2. в ВУЗы Республики Казахстан, где предусмотрены специальные требования по состоянию здоровья, награждённый знаком «Алтын белгi» может быть зачислен только при соответствии здоровья специальным требованиям, установленным законодательством Республики Казахстан.